# Dipodascopsis
Dipodascopsis es un género de hongos en la familia Dipodascaceae.